# Рада греків зарубіжжя

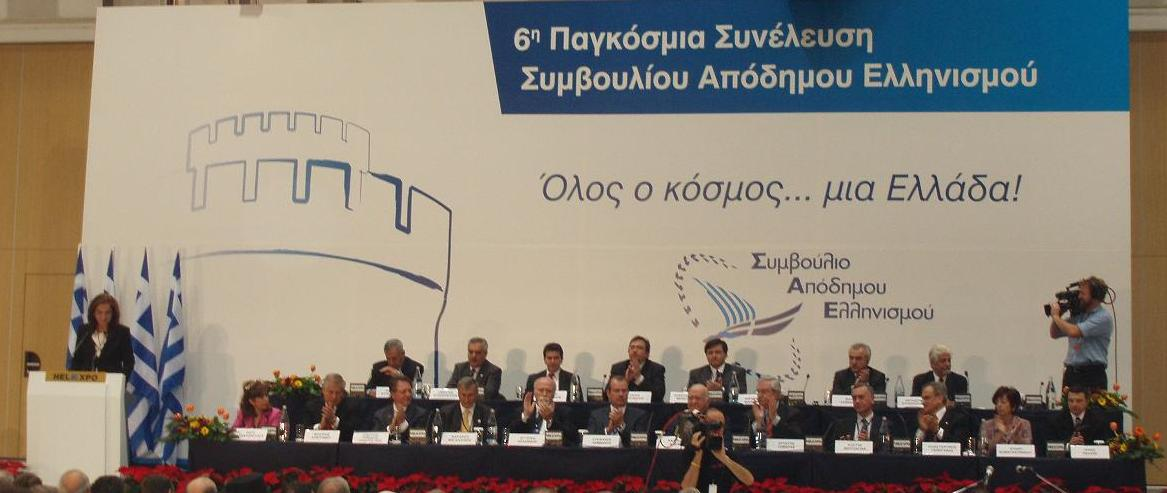
З'їзд Ради греків зарубіжжя: у президії Стефанос Тамвакіс та координатори периферій. Салоніки, 2006 рік

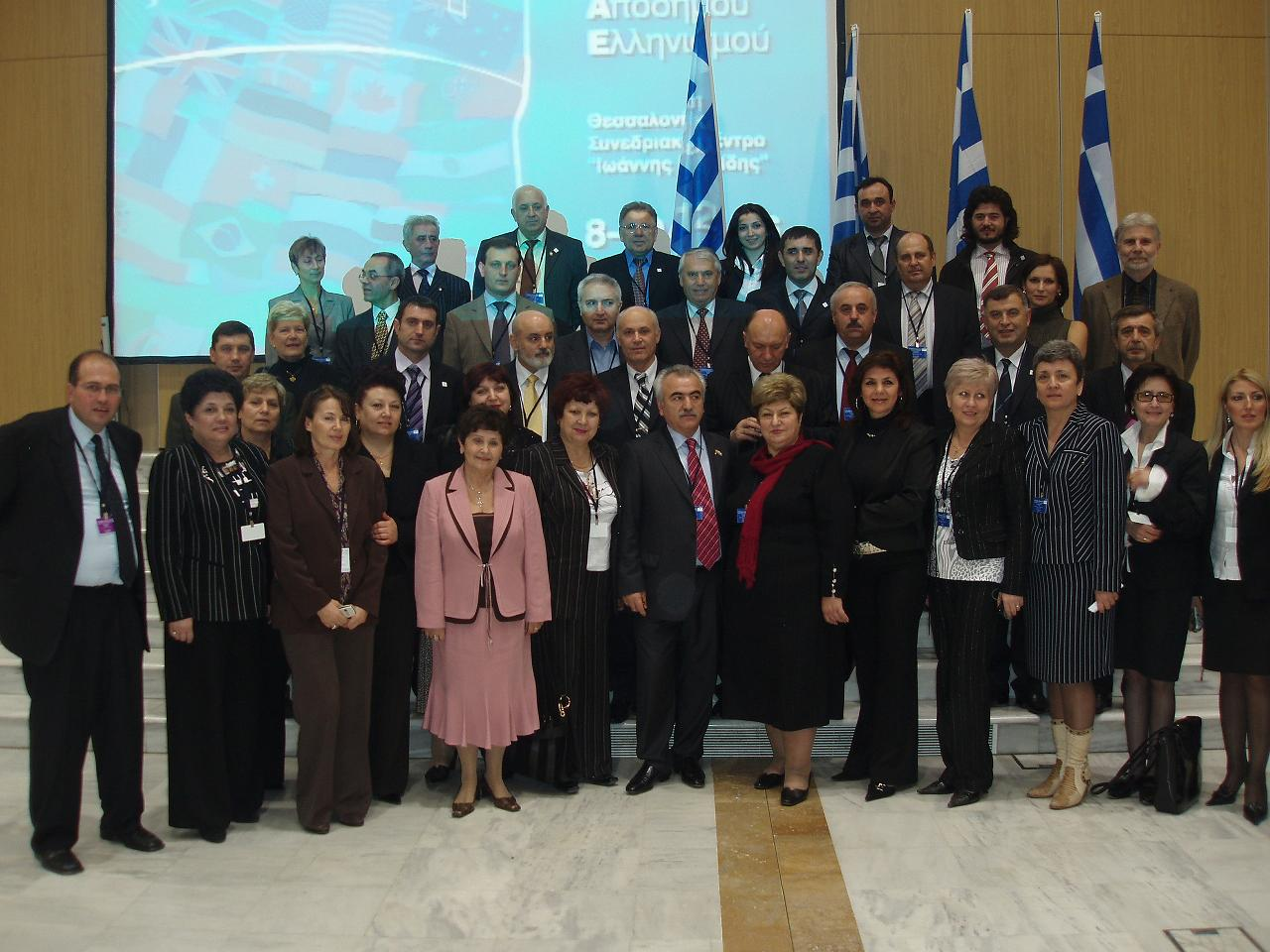
З'їзд всесвітнього еллінізму, 2006 рік

Рада греків зарубіжжя (грец. Συμβούλιο Απόδημου Ελληνισμού, ΣΑΕ) — основне світове об'єднання грецької діаспори; некомерційна недержавна організація, заснована 1995 року указом Президента Грецької Республіки як дорадчий і референтський орган з питань омогенії.
Основна мета і завдання ΣΑΕ — співпраця, підтримка та об'єднання етнічних греків на всесвітньому рівні для того, щоб зміцнення еллінізму. Основна роль ΣΑΕ — зближення греків діаспори і створення всесвітньої Мережі Еллінізму з метою планування і здійснення програм в інтересах омогеніі, і їх передача Грецькій державі.

## Історія
На першій установчій Всесвітній Асамблеї ΣΑΕ в Салоніках (29 листопада — 8 грудня 1995 р.) Президентом ΣΑΕ був обраний Андреас Атенс з Чикаго, США (1995 — 2006). Власне ΣΑΕ під керуванням 11-ти членів Президії складалась із чотирьох географічних периферій. Салоніки стали постійною резиденцією і «столицею» Вселенського еллінізму.
Набутий досвід зміцнили впевненість в тому, що ΣΑΕ може перерости в організацію з великим майбутнім. З набранням чинності Закону Грецької Республіки під номером 3480/2006 ΣΑΕ придбав іншу динаміку, що гарантує йому консультативну, референтську, захисну і підтримуючу роль перед Грецькою Державою. На підставі нового Закону число периферій збільшилося з чотирьох до семи. На 6-ій Регулярній Асамблеї в грудні 2006 року на пост Президента був обраний Стефанос Тамвакіс. Чинний уповноважений міністерства закордонних справ Греції у справах греків зарубіжжя — Дімітріс Долліс, заступник міністра Дімітріса Друцаса.

## Периферії ΣΑΕ

Стефанос Тамвакіс та Іван Саввіді

1. Периферія США з одинадцяти (11) членів. Координатор Периферії: Теодорос Спіропулос
2. Периферія Канади з п'яти (5) членів. Координатор Периферії: Константінос Менегакіс
3. Периферія Центральної — Південної Америки з п'яти (5) членів. Координатор Периферії: Нікіфорос Ніколаїдіс
4. Периферія Європи з одинадцяти (11) членів. Координатор Периферії: Георгіос Амарантідіс[2]
5. Периферія Африки — Близького/Середнього Сходу з семи (7) членів. Координатор Периферії: Харіс Гувеліс
6. Периферія Океанії — Далекого Сходу з дев'яти (9) членів. Координатор Периферії: Георгіос Ангелопулос
7. Периферія країн колишнього СРСР з п'яти (5) членів. Координатор Периферії: Іван Саввіді[3]

## ΣΑΕ в Україні
Діяльність САЕ в Україні почалася в 1996 року. Першою почала свою роботу «Гуманітарна програма» з метою отримання та розподілу гуманітарних вантажів між медичними установами Донецької області. 1998 року в рамках проекту «Первинна медична допомога» почала працювати програма «Сільські медсестри» з метою відкриття посад медсестер у тих населених пунктах, де відсутні будь-які медичні працівники, а кількість учнів перевищує 400 чоловік. З 2000 року в грецькі села Приазов'я почала виїжджати мобільна бригада, оснащена апаратом УЗД, кардіографом та іншою сучасною медтехнікою.
У вересні 2001 року на базі міської лікарні № 2 міста Маріуполь було відкрито тимчасовий медичний центр, а у вересні 2003 року здано в експлуатацію будинок Грецького медичного центру «Гіппократ», який надає кваліфіковану консультативну та медикаментозну допомогу багатонаціональному населенню Приазов'я.
У березні 2005 року почала працювати «Маммалогічна програма», метою якої є раннє виявлення та попередження захворювань молочної залози та надання кваліфікованої допомоги. Програма проводиться в співробітництві із Маріупольським міським онкологічним диспансером.
Найактивнішими діячами ΣΑΕ в Україні є Олександра Проценко-Пічаджі, Янніс Каріпідіс, Фрасос Евтіхідіс, Іван Саввіді та інші. За підтримки ΣΑΕ відбуваються загальногрецькі святкування національних свят Грецької Республіки, православних свят, пітримується життя місцевих громад етнічних греків, у Приазов'ї проводяться масштабні фестивалі Мега-Йорти та інші культурні заходи.